# Даллас (округ, Алабама)
Шаблон:StateAbbr_ 32°19′29″ пн. ш. 87°06′19″ зх. д. / 32.324722222222° пн. ш. 87.105277777778° зх. д.
 Да́ллас (англ. Dallas County) — округ (графство) у штаті Алабама. Ідентифікатор округу 01047.

## Історія
Округ утворений 1818 року.

## Демографія
За даними перепису
2000 року
загальне населення округу становило 46365 осіб, зокрема міського населення було 24775, а сільського — 21590.
Серед мешканців округу чоловіків було 21092, а жінок — 25273. В окрузі було 17841 домогосподарство, 12494 родин, які мешкали в 20450 будинках.
Середній розмір родини становив 3,15.
Віковий розподіл населення поданий у таблиці:
| Стать    | До 15 років | 15-21 | 22-29 | 30-39 | 40-49 | 50-65 | 65-85 | Понад 85 |
| -------- | ----------- | ----- | ----- | ----- | ----- | ----- | ----- | -------- |
| Чоловіки | 5391        | 2561  | 1912  | 2587  | 3044  | 3230  | 2180  | 187      |
| Жінки    | 5439        | 2608  | 2464  | 3309  | 3612  | 3780  | 3454  | 607      |

На 1 квітня 2010 року населення округу становило 43 820 осіб. Населення за 10 років зменшилося на 6 %.

## Суміжні округи
- Чилтон — північ
- Отога — північний схід
- Лаундс — південний схід
- Вілкокс — південь
- Маренго — захід
- Перрі — північний захід

## Виноски
1. ↑  U.S. Decennial Census. United States Census Bureau. Архів оригіналу за 26 квітня 2015. Процитовано 22 серпня 2015.
2. ↑  Historical Census Browser. University of Virginia Library. Архів оригіналу за 11 серпня 2012. Процитовано 22 серпня 2015.
3. ↑  Forstall, Richard L., ред. (24 березня 1995). Population of Counties by Decennial Census: 1900 to 1990. United States Census Bureau. Архів оригіналу за 24 вересня 2015. Процитовано 22 серпня 2015.
4. ↑  Census 2000 PHC-T-4. Ranking Tables for Counties: 1990 and 2000 (PDF). United States Census Bureau. 2 квітня 2001. Архів оригіналу (PDF) за 18 грудня 2014. Процитовано 22 серпня 2015.
5. ↑  State & County QuickFacts. United States Census Bureau. Архів оригіналу за 11 червня 2014. Процитовано 16 травня 2014.(англ.) Наведено за англійською вікіпедією.
6. ↑  American FactFinder. Бюро перепису населення США. Архів оригіналу за 21 травня 2008. Процитовано 31 січня 2008.
7. ↑  Даллас на сайті «Open-Public-Records». Архів оригіналу за 15 квітня 2012. Процитовано 23 квітня 2012. Даллас на сайті «Open-Public-Records» (англ.)

| США | Це незавершена стаття з географії США. Ви можете допомогти проєкту, виправивши або дописавши її. |